# Logogrifo
Il logogrifo (fusione delle parole greche logos, discorso, e griphos, rete, col significato di "discorso intricato") è un gioco enigmistico consistente nel formare parole di varia lunghezza utilizzando solo alcune delle lettere di una parola di partenza. 
Il logogrifo è dunque una sorta di anagramma parziale. Mentre nell'anagramma è necessario adoperare tutte le lettere della parola di partenza, nel logogrifo se ne usano solo alcune. Ad esempio, dalla parola "estraneo" si possono ricavare: est, neo, ore, reo, arte, stra, eone, nera, otre, rane, resa, sera, tane, estro, resto, santo, sarte, sorte, tersa, strane, strano, serate, esterna, restano, sentore, stonare. Per facilitare il compito al solutore, nel logogrifo, come in altri giochi di parole, viene spesso indicato il numero di lettere di ogni parola da indovinare.

## Esempio
In questo gioco occorre indovinare una parola per ogni coppia di versi. Ciascuna è un logogrifo dell'ultima parola.
9  Mentre  volgete per l'eteree sfere

col gonfio cuore le mal certe rotte,

9  o pure in penitenza ed in preghiere

umilmente per deserti e grotte

7  Stendete la balsamica dolcezza

a requie delle carni doloranti,

9  erompere da voi, ecco, l'asprezza

veggo d'opposti spiriti lottanti

7  e consumarvi diffondendo intorno

lezzo grave de l'anime mal concie.

10 Chi paziente va tessendo il giorno

l'un con l'altro fuscello a far bigoncie;

7  e chi ponzando insidie a le sue prede

s'apposta e spia dal torbido in vendetta;

7  chi suscita in cor con pura fede

la vision magnifica, perfetta;

10 chi prodiga un mendace viscidume

di laudi e riverenze cortigiane

9  portando in giro, com'è suo costume,

disordinate vesti e sciocche e strane.

9  O chioma d'oro, bocca ridarella,

testolina così fatta di niente

8  che nell'ombra ti struggi, verginella

bianca e sottil da la fronte splendente,

11 vo' irmene con te lunge cantando

per ville, per paesi, per città

le mie canzoni, e viver barattando

canto con pane, amore con carità.»
(Gerardo di Bornel)
La soluzione è: aerostati; anacoreti; cerotti; contrasti; toscani; canestraio; ostrica; artista; stancatore; sciattone; cosettina; stearica; cantastorie.

## Varianti
Il logogrifo sillabico è una variante del normale logogrifo in cui si combinano le sillabe invece delle singole lettere. Da MI-SE-RI-A si possono ottenere: A-MI, MI-A, SE-MI.
Il logogrifo figurato è una variante in cui, come in un rebus, le parole devono essere indovinare tramite disegni.